# Finavia

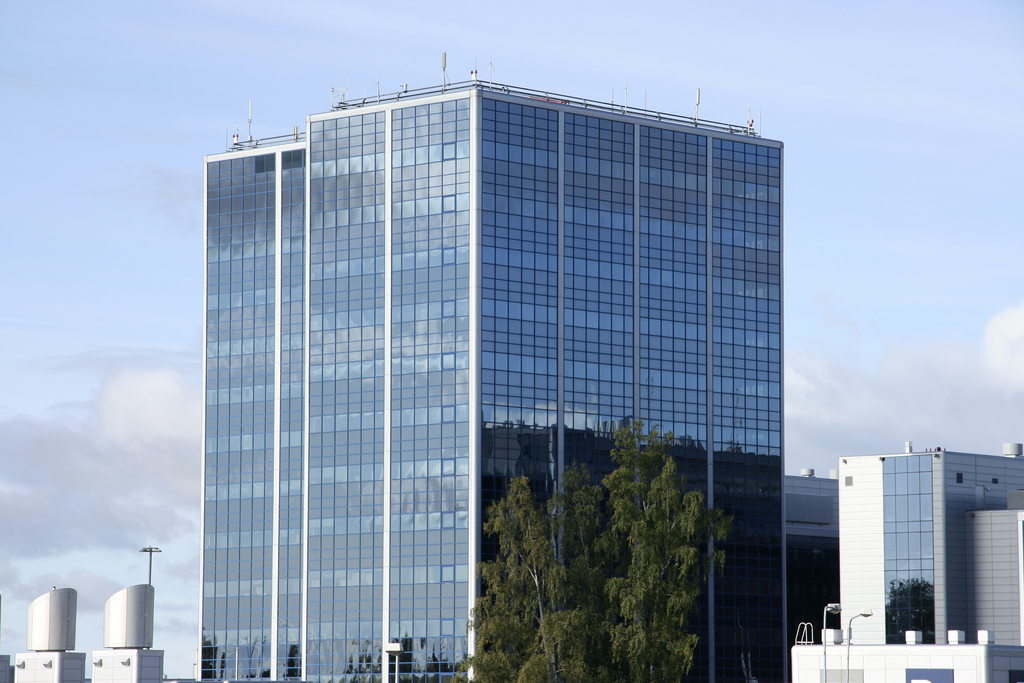
Finavias huvudkontor

Finavia är ett statligt finländskt företag som sköter flygplatser och flygtrafiktjänst i Finland, och utgör en motsvarighet till svenska Swedavia och LFV. Före år 2006 hette den Luftfartsverket (fi. Ilmailulaitos). Finavia förvaltar och utvecklar 20 flygplatser runt om i Finland. Finavias kunder är flygbolagen och flygpassagerarna.
Finavia är ett publikt aktiebolag som ägs helt av den finska staten och vars ägarstyrning sköts av statsrådets kansli. Bolaget har sitt säte i Vanda.
Koncernens affärsenheter är Helsingfors-Vanda flygplats och flygplatsnätverket. I koncernen ingår Airpro Oy, ett dotterbolag som stöder Finavias kärnverksamhet.

## Flygplatser
Finavia driver följande flygplatser:
- Björneborgs flygplats
- Helsingfors-Vanda flygplats
- Ivalos flygplats
- Joensuu flygplats
- Jyväskylä flygplats
- Kajana flygplats
- Karleby-Jakobstad flygplats
- Kemi-Torneå flygplats
- Kittilä flygplats
- Kuopio flygplats
- Kuusamo flygplats
- Mariehamns flygplats
- Nyslotts flygplats
- Rovaniemi flygplats
- Tammerfors-Birkala flygplats
- Uleåborgs flygplats
- Vasa flygplats
- Åbo flygplats
- Hallis flygplats
- Uttis flygplats